# Archiaustroconops
Archiaustroconops är ett släkte av tvåvingar. Archiaustroconops ingår i familjen svidknott.
Kladogram enligt Catalogue of Life:
| Archiaustroconops | \| \| Archiaustroconops bocaparvus \| \| \| \| \| \| Archiaustroconops hamus \| \| \| \| \| \| Archiaustroconops szadziewskii \| \| \| \| |
|                   | \| \| Archiaustroconops bocaparvus \| \| \| \| \| \| Archiaustroconops hamus \| \| \| \| \| \| Archiaustroconops szadziewskii \| \| \| \| |
|                   | Archiaustroconops bocaparvus |
|                   | |
|                   | Archiaustroconops hamus |
|                   | |
|                   | Archiaustroconops szadziewskii |
|                   | |